# Nernier
Nernier est une commune française située dans le département de la Haute-Savoie, en région Auvergne-Rhône-Alpes. Elle fait partie du Chablais et de l'agglomération transfrontalière du Grand Genève.

## Géographie
La commune est riveraine du Léman sur sa rive sud. Elle est située entre Yvoire et Messery.
Accès : depuis Annemasse, prendre la direction de Thonon-les-Bains jusqu'à Douvaine, puis jusqu'à Nernier en passant par Messery.

## Urbanisme

### Typologie
Au 1er janvier 2024, Nernier est catégorisée commune rurale à habitat dispersé, selon la nouvelle grille communale de densité à sept niveaux définie par l'Insee en 2022.
Elle appartient à l'unité urbaine de Messery, une agglomération intra-départementale regroupant quatre  communes, dont elle est une commune de la banlieue,,. Par ailleurs la commune fait partie de l'aire d'attraction de Genève - Annemasse (partie française), dont elle est une commune de la couronne,. Cette aire, qui regroupe 158 communes, est catégorisée dans les aires de 700 000 habitants ou plus (hors Paris),.
La commune, bordée par un plan d’eau intérieur d’une superficie supérieure à 1 000 hectares, le Léman, est également une commune littorale au sens de la loi du 3 janvier 1986, dite loi littoral. Des dispositions spécifiques d’urbanisme s’y appliquent dès lors afin de préserver les espaces naturels, les sites, les paysages et l’équilibre écologique du littoral, tel le principe d'inconstructibilité, en dehors des espaces urbanisés, sur la bande littorale des 100 mètres, ou plus si le plan local d’urbanisme le prévoit.

### Occupation des sols
L'occupation des sols de la commune, telle qu'elle ressort de la base de données européenne d’occupation biophysique des sols Corine Land Cover (CLC), est marquée par l'importance des territoires agricoles (43,4 % en 2018), en diminution par rapport à 1990 (46,7 %). La répartition détaillée en 2018 est la suivante : 
terres arables (40,4 %), zones urbanisées (34,5 %), forêts (20,5 %), zones agricoles hétérogènes (3 %), eaux continentales (1,5 %).
L'IGN met par ailleurs à disposition un outil en ligne permettant de comparer l’évolution dans le temps de l’occupation des sols de la commune (ou de territoires à des échelles différentes). Plusieurs époques sont accessibles sous forme de cartes ou photos aériennes : la carte de Cassini (XVIIIe siècle), la carte d'état-major (1820-1866) et la période actuelle (1950 à aujourd'hui).

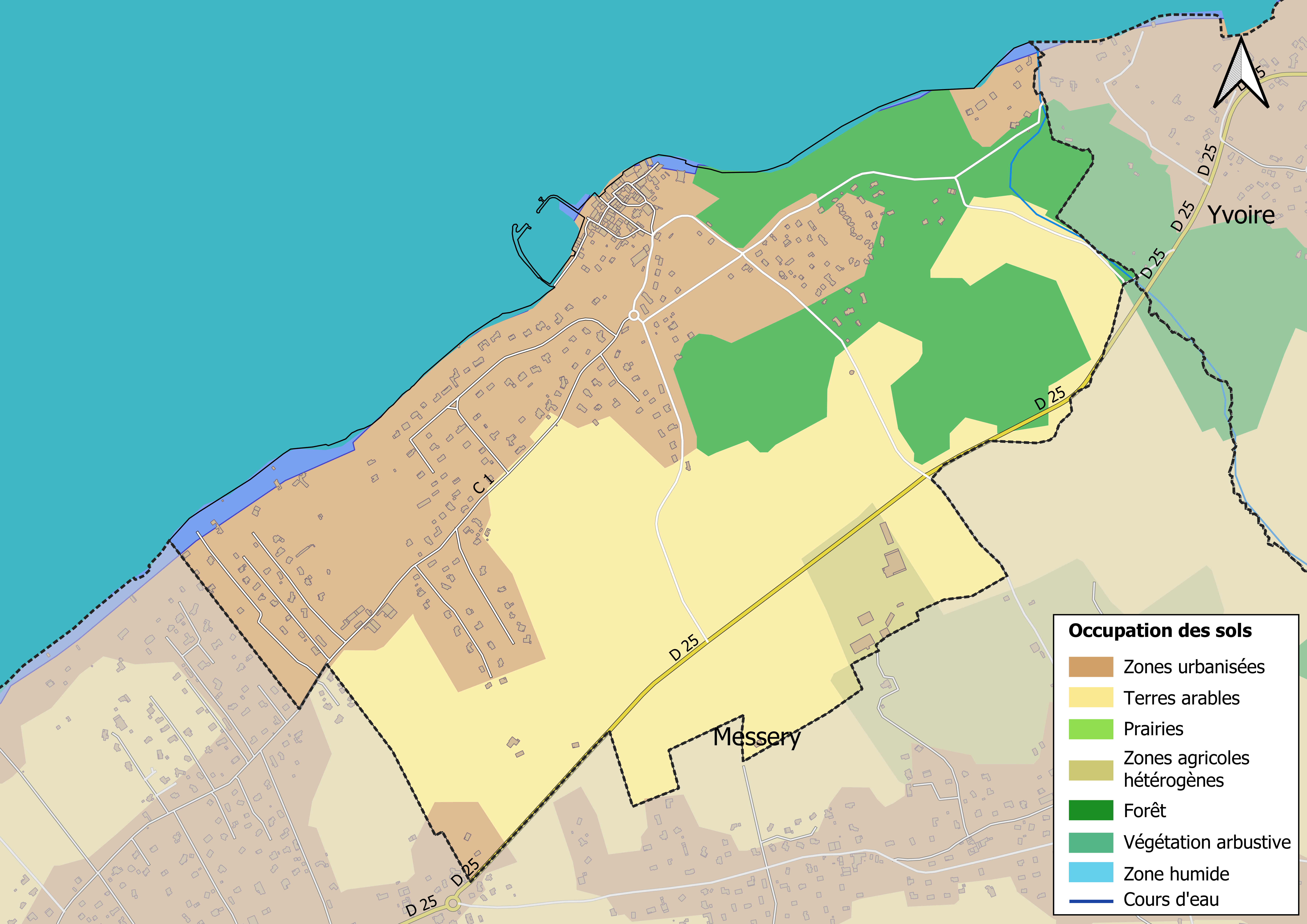
Carte des infrastructures et de l'occupation des sols en 2018 (CLC) de la commune.
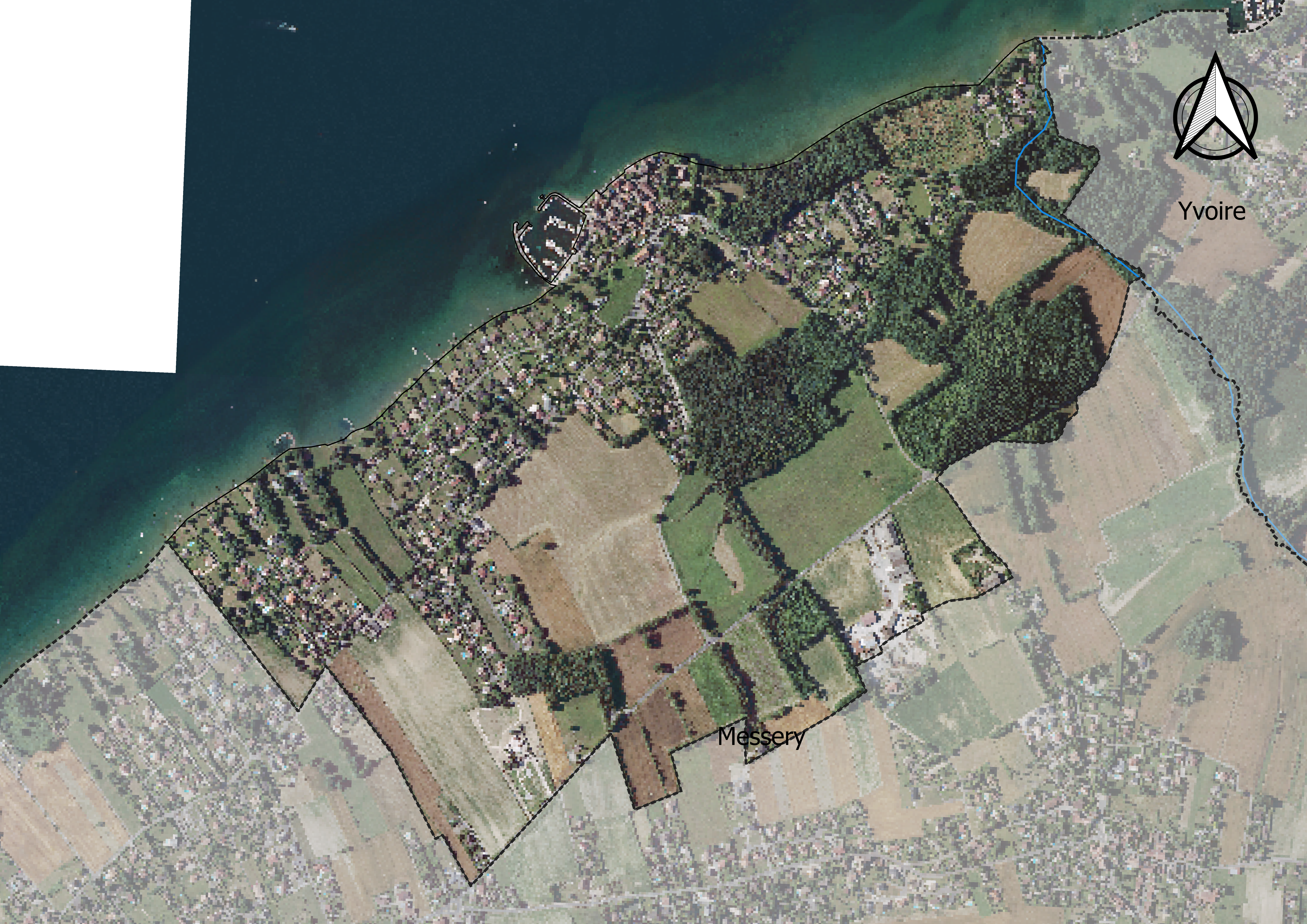
Carte orthophotogrammétrique de la commune.

## Toponymie
En francoprovençal, le nom de la commune s'écrit Narnî (graphie de Conflans) ou Nèrniér (ORB).

## Histoire

### Périodes préhistorique et antique
Sur le site de Nernier, existait une cité lacustre préhistorique et une bourgade existait au temps des romains. La vigne et le blé y étaient alors cultivés.

### La seigneurie de Nernier
Le château relève des seigneurs de Gex jusqu'à ce que ces derniers le vendent aux Savoie, au cours du XIIIe siècle. Une partie du château revient, en 1302, à la famille noble de Nernier, puis totalement en 1343. En 1428, Girard, coseigneur de Nernier, teste en faveur du duc de Savoie. Ce dernier vend la moitié du fied, en 1432, au seigneur de Neuvecelle, et donne le château et la juridiction l'année suivante à Nicod de Menthon. Lors de la mort du seigneur de Menthon, le château retourne au domaine ducal.
Au cours de l'occupation de la partie nord du duché de Savoie par les Bernois, au XVIe siècle, le château et le bourg sont pris. La seigneurie est de nouveau partagée. La famille de Neuvecelle conserve une moitié de la seigneurie, tandis que la partie ducale est donnée à François de Saint-Jeoire, dit d'Antioche.
La seigneurie appartient à différentes familles, les Fornier, les Chissé, les Costa de Beauregard, etc.. Le château appartient à la famille de Brotty par mariage de Percevaude de Saint-Jeoire, dite d'Antioche avec Charles de Brotty. En 1895, le château était toujours au sein de cette famille, dont le représentant est le comte Adhémar de Brotty d'Antioche.
De 1451-1517, Nernier est le centre d'une châtellenie. Dans le comté de Savoie et la région, le châtelain est un « [officier], nommé pour une durée définie, révocable et amovible »,. Il est chargé de la gestion de la châtellenie ou mandement, il perçoit les revenus fiscaux du domaine, et il s'occupe de l'entretien du château.

### Période contemporaine
Au XVIIIe siècle, le duc de Savoie fait construire le clocher de la commune, et à la fin du XIXe siècle.
Lors des débats sur l'avenir du duché de Savoie, en 1860, la population est sensible à l'idée d'une union de la partie nord du duché à la Suisse. Une pétition circule dans cette partie du pays (Chablais, Faucigny, Nord du Genevois) et réunit plus de 13 651 signatures, dont 30 pour la paroisse. Le duché est réuni à la France à la suite d'un plébiscite organisé les 22 et 23 avril 1860 où 99,8 % des Savoyards répondent « oui » à la question « La Savoie veut-elle être réunie à la France ? ».
Napoléon III fit construire le port.
Durant les derniers siècles, le village a vécu d'une importante activité de tannage des peaux, de la pêche et d'une activité de contrebande avec la Suisse.

## Politique et administration

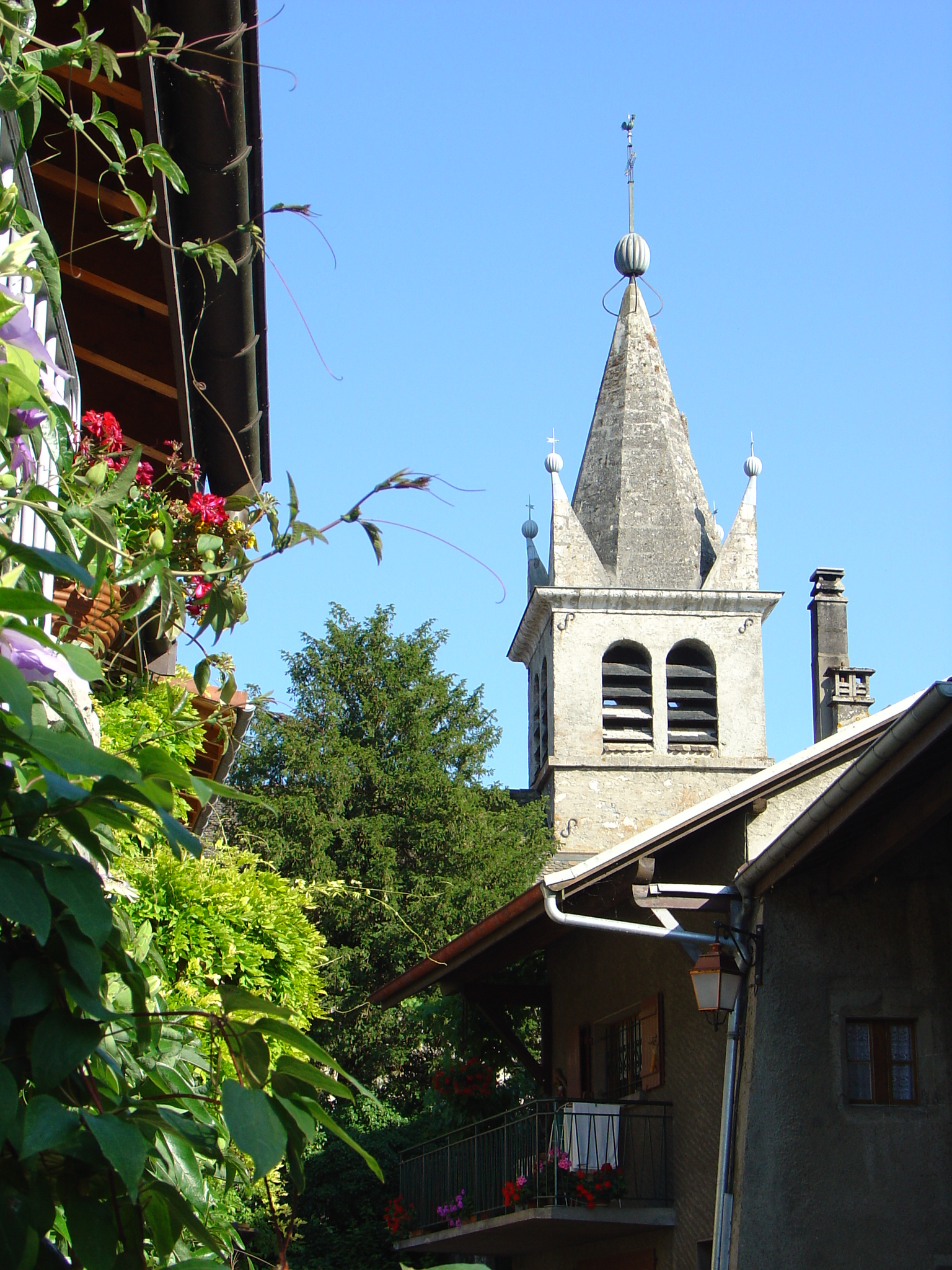
Le clocher de Nernier.

### Situation administrative
La commune de Nernier, au lendemain de l'Annexion de la Savoie à la France de 1860, intègre le canton de Douvaine. Elle appartient, depuis 2015, au canton de Sciez, qui compte selon le redécoupage cantonal de 2014 25 communes.
La commune est membre, avec dix-sept autres, de la communauté de communes du Bas-Chablais.
Nernier relève de l'arrondissement de Thonon-les-Bains et de la cinquième circonscription de la Haute-Savoie, dont la députée est Anne-Cécile Violland (Horizons).

### Liste des maires
| Période                                  | Période                        | Identité              | Étiquette | Qualité                             |
| ---------------------------------------- | ------------------------------ | --------------------- | --------- | ----------------------------------- |
| Les données manquantes sont à compléter. |                                |                       |           |                                     |
| avant 1981                               | ?                              | Francis Croset        |           |                                     |
| 1987                                     | mars 2001                      | Bruno de Leusse       |           | Diplomate et haut fonctionnaire     |
| mars 2001                                | mars 2008                      | Paul Fort             |           |                                     |
| mars 2008                                | mars 2014                      | François Luginbühl    |           | Directeur de développement retraité |
| mars 2014                                | décembre 2021 démission        | Marie-Pierre Berthier | SE-DVD    | Cheffe d'entreprise Réélue en 202   |
| février 2022                             | En cours (au 12 décembre 2024) | Christian Breuza      |           | ex-premier adjoint                  |

## Population et société

### Démographie
Ses habitants sont appelés les Néroniennes et les Néroniens.
L'évolution du nombre d'habitants est connue à travers les recensements de la population effectués dans la commune depuis 1793. Pour les communes de moins de 10 000 habitants, une enquête de recensement portant sur toute la population est réalisée tous les cinq ans, les populations de référence des années intermédiaires étant quant à elles estimées par interpolation ou extrapolation. Pour la commune, le premier recensement exhaustif entrant dans le cadre du nouveau dispositif a été réalisé en 2006.

En 2022, la commune comptait 424 habitants, en évolution de +10,99 % par rapport à 2016 (Haute-Savoie : +6,01 %, France hors Mayotte : +2,11 %).
| 1793 | 1800 | 1806 | 1822 | 1838 | 1848 | 1858 | 1861 | 1866 |
| ---- | ---- | ---- | ---- | ---- | ---- | ---- | ---- | ---- |
| 183  | 208  | 211  | 257  | 294  | 306  | 251  | 268  | 257  |

| 1872 | 1876 | 1881 | 1886 | 1891 | 1896 | 1901 | 1906 | 1911 |
| ---- | ---- | ---- | ---- | ---- | ---- | ---- | ---- | ---- |
| 224  | 215  | 212  | 215  | 206  | 201  | 206  | 194  | 210  |

| 1921 | 1926 | 1931 | 1936 | 1946 | 1954 | 1962 | 1968 | 1975 |
| ---- | ---- | ---- | ---- | ---- | ---- | ---- | ---- | ---- |
| 160  | 145  | 158  | 143  | 153  | 157  | 152  | 144  | 167  |

| 1982 | 1990 | 1999 | 2006 | 2011 | 2016 | 2021 | 2022 | - |
| ---- | ---- | ---- | ---- | ---- | ---- | ---- | ---- | - |
| 205  | 290  | 361  | 420  | 467  | 382  | 411  | 424  | - |

Dans la commune, appelée « La perle du Léman », se sont installés de nombreux artistes de 22 nationalités. Près de cinq cents habitants y vivent lors de la belle saison.

### Médias

#### Radios et télévisions
La commune est couverte par des antennes locales de radios dont France Bleu Pays de Savoie, ODS Radio, Radio Chablais… Enfin, la chaîne de télévision locale TV8 Mont-Blanc diffuse des émissions sur les pays de Savoie. Régulièrement l'émission La Place du village expose la vie locale. France 3 et sa station régionale France 3 Alpes, peuvent parfois relater les faits de vie de la commune.

#### Presse et magazines
La presse écrite locale est représentée par des titres comme Le Dauphiné libéré, L'Essor savoyard, Le Messager - édition Chablais, le Courrier savoyard.

## Économie

### Tourisme

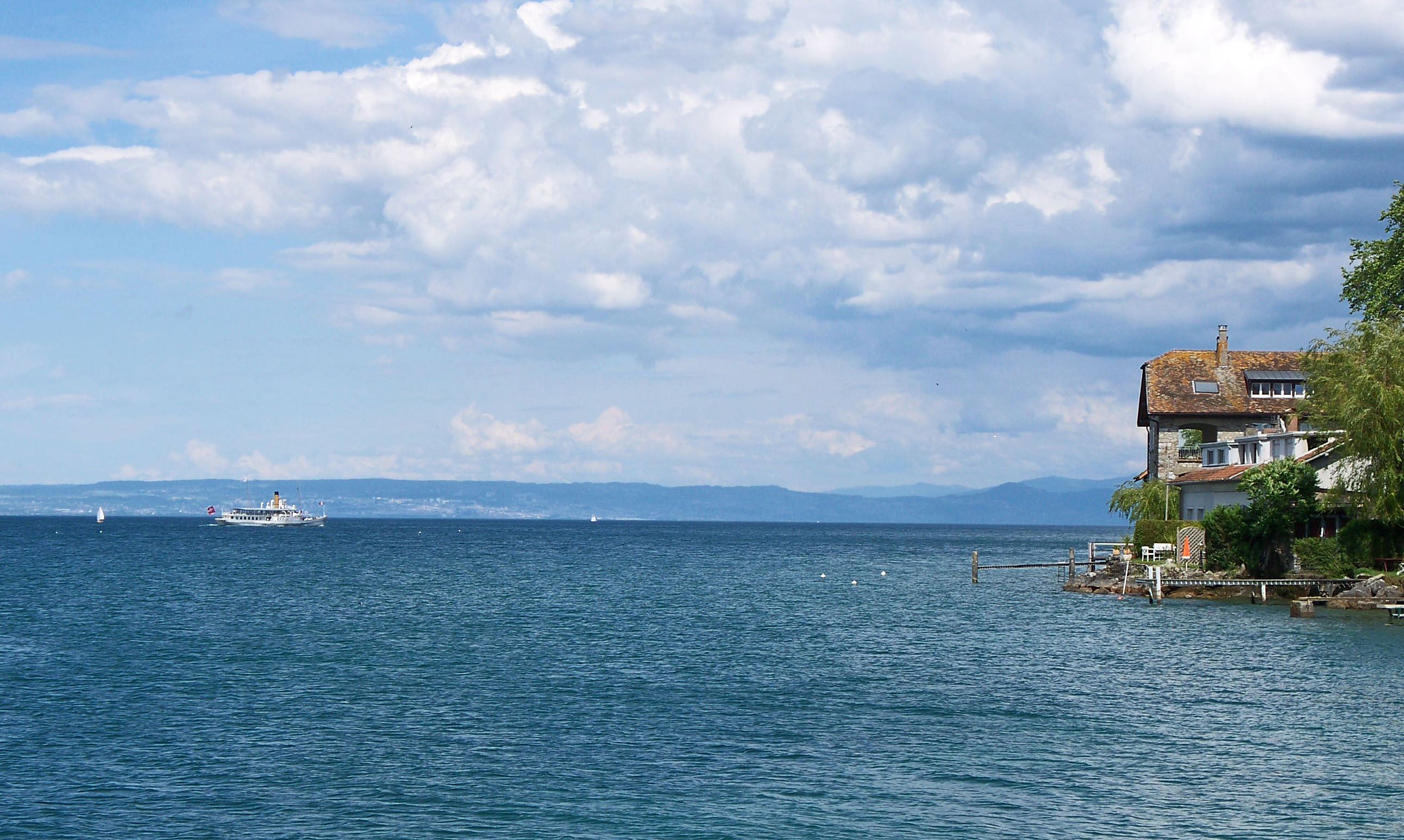
Le Léman à Nernier.

- La Compagnie générale de navigation sur le lac Léman propose des liaisons avec les autres ports du Chablais français et les ports de la rive suisse.

## Culture et patrimoine

### Lieux et monuments
- Château de Nernier, en bordure du lac. Possession des sires de Gex, avant de passer aux Savoie au XIIIe siècle[11].
- Église Saint-Martin. On la trouve mentionnée au XIIIe siècle dans une bulle du pape Innocent IV (1250) dans laquelle la paroisse est placée sous l'autorité de l’abbaye de Filly. On estime cependant qu'elle puisse être plus ancienne. Reconstruction, au bord du lac, en 1840[28] ;
- Chapelle de Notre-Dame-du-Lac (1850)[28] ;
- Chapelle de Brotty d'Antioche (édifiée entre 450-1550)[28].

La commune possède des maisons de molasses et de chaux vive, aux roses trémières et vignes grimpantes.
- Les maisons à arche ouvertes directement sur le lac.
- Le port de plaisance peut accueillir 250 bateaux dont le Calypso, voilier de 1911, appartenant à l'association Amerami et classé monument historique en 1991.
- Le sentier romantique relie l'entrée du village, au port et au château. Il rend hommage aux artistes qui ont séjourné dans la commune en étant jalonné de fresques et de poèmes inclus dans la pierre.

### Personnalités liées à la commune

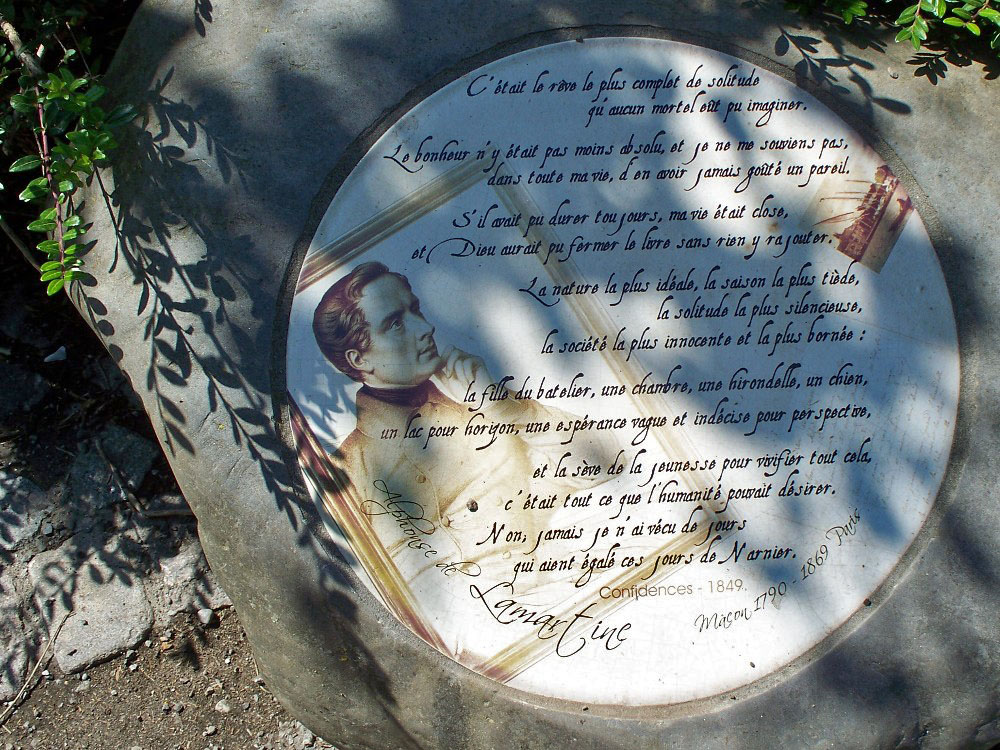
Lamartine.

- Famille de Brotty, famille noble, possédant de nombreux biens dont le château.
- Le poète Alphonse de Lamartine séjourna longtemps au village.
- Mary Shelley, inspirée par le lac, écrivit quelques pages de son célèbre roman Frankenstein lors d'un séjour à Nernier.
- Enrico Vegetti : peintre et graveur (1863 Turin - 1951 Nernier). Mère d'origine savoyarde. Peintre, dessinateur, graveur, son œuvre comporte des paysages de Savoie, des scènes de la vie quotidienne, des dessins et eaux-fortes.

### Héraldique
| Armes de Nernier | Les armes de Nernier se blasonnent ainsi : D'azur aux deux brochets adossés d'argent. |

### Fonds d'archives
- Série : Comptes des châtellenies (1451-1517). Fonds : Comptes de châtellenie et de subsides; Cote : SA 15778-15781. Chambéry : Archives départementales de la Savoie (présentation en ligne).« Nernier »,
- Série : Comptes des châtellenies (XIIIe siècle-XVIe siècle). Fonds : Inventaire-Index des comptes de châtellenie et de subsides; Cote : SA. Chambéry : Archives départementales de la Savoie (présentation en ligne).p. 440, « Nernier »